# 杉山大志
杉山 大志（すぎやま たいし、1969年 - ）は、日本のエネルギー・環境研究者。専門は、地球温暖化問題およびエネルギー政策。
キヤノングローバル戦略研究所研究主幹。慶應義塾大学大学院システムデザイン・マネジメント研究科特任教授。2004年より気候変動に関する政府間パネル（IPCC）評価報告書等の執筆者。産業構造審議会産業技術環境分科会 地球環境小委員会地球温暖化対策検討ワーキンググループ委員。総合資源エネルギー調査会省エネルギー・新エネルギー分科会省エネルギー小委員会工場等判断基準ワーキンググループ委員。2020年より産経新聞「正論」欄執筆陣。

## 経歴
北海道生まれ。1991年東京大学理学部物理学科卒業。1993年東京大学大学院工学系研究科物理工学専攻修了、電力中央研究所入所。1995年から1997年まで国際応用システム解析研究所（IIASA、オーストリア）研究員。2017年キヤノングローバル戦略研究所上席研究員、2019年より現職。
所属しているキヤノングローバル戦略研究所のほか、『アゴラ』や『JBpress』、『WiLL』にも寄稿している。

### IPCCの報告書執筆者として
- 2004年にIPCC第4次評価報告書の第3作業部会（WGIII）に参加して以来、以下の評価報告書等の執筆者を務める。

| 発表時期   | 報告書名                                                    | 役割                                       |
| ---------- | ----------------------------------------------------------- | ------------------------------------------ |
| 2007年6月  | 第4次評価報告書（AR4）第3作業部会報告書（気候変動の緩和策） | 主執筆者（Lead Author）                    |
| 2007年9月  | 第4次評価報告書（AR4）統合報告書（SYR）                     | 主執筆者（Core Writing Team）              |
| 2014年4月  | 第5次評価報告書（AR5）第3作業部会報告書（気候変動の緩和策） | 統括執筆責任者（Coordinating Lead Author） |
| 2014年10月 | 第5次評価報告書（AR5）統合報告書（SYR）                     | 専門家査読者（Expert Reviewer）            |
| 2018年10月 | 1.5℃特別報告書（SR15）                                      | 主執筆者（Lead Author）                    |
| 2022年3月  | 第6次評価報告書（AR6）第3作業部会報告書（気候変動の緩和策） | 主執筆者（Lead Author）                    |

### 地球温暖化に関する見解
キヤノングローバル戦略研究所に所属する他の研究者から、杉山は「気候危機は存在しない」「グレタ・トゥーンベリは共産主義者」など、地球温暖化とその対策について否定的な見解を発信していると告発されている。また、国際環境経済研究所で発信している記事では、イギリスの懐疑派団体である地球温暖化政策財団の記事を紹介していることが確認されている。
再生可能エネルギーの普及に反対しており、原子力発電の利用が現実的であるとしている。

## 著書

### 単著
- 『これが正しい温暖化対策』エネルギーフォーラム、2007年。ISBN 9784885553424。
- 『続 これが正しい温暖化対策』エネルギーフォーラム、2008年。ISBN 9784885553493。
- 『環境史から学ぶ地球温暖化』エネルギーフォーラム、2012年。ISBN 9784885554063。
- 『地球温暖化とのつきあいかた』ウェッジ、2014年。ISBN 9784863101333。
- 『地球温暖化問題の論考』電子書籍出版代行サービス、2021年。ISBN 9784909679765。
- 『地球温暖化のファクトフルネス』電子書籍出版代行サービス、2021年。ISBN 9784909679710。
- 『「脱炭素」は噓だらけ』産経新聞出版、2021年。ISBN 9784819113991。
- 『脱炭素のファクトフルネス』電子書籍出版代行サービス、2021年。ISBN 9784909679871。
- 『15歳からの地球温暖化』扶桑社、2022年。ISBN 9784594089948。

### 共著
- 杉山大志、今中健雄『新 これが正しい温暖化対策』エネルギーフォーラム、2010年。ISBN 9784885553752。
- 加治木紳哉、杉山大志『戦後日本の省エネルギー史―電力、鉄鋼、セメント産業の歩み』エネルギーフォーラム、2010年。ISBN 9784885553790。
- 李賢映、上野貴弘、杉山大志『失敗した環境援助―温暖化対策と経済発展の両立を探る』エネルギーフォーラム、2011年。ISBN 9784885553899。
- 杉山大志、星野優子、石井孝明『気分のエコでは救えない!―データから考える地球温暖化』B&Tブックス、2011年。ISBN 9784526066283。
- 杉山大志、若林雅代『温暖化対策の自主的取り組み―日本企業はどう行動したか』エネルギーフォーラム、2013年。ISBN 9784885554148。
- 川口マーン惠美、掛谷英紀、有馬純、加藤康子、藤枝一也、杉山大志 他『SDGsの不都合な真実』宝島社、2021年。ISBN 9784299020987。
- スティーブン・E・クーニン、三木俊哉、杉山大志『気候変動の真実』日経BP、2022年。ISBN 9784296000623。
- 渡邉哲也、杉山大志『中露の環境問題工作に騙されるな!』かや書房、2022年。ISBN 9784910364179。
- 有馬純、上田令子、掛谷英紀、加藤康子、川口マーン惠美、山本隆三、山口雅之、藤枝一也 ほか『メガソーラーが日本を救うの大嘘』宝島社、2022年。ISBN 9784299036216。